# Platyarthron laterale
Platyarthron laterale là một loài bọ cánh cứng trong họ Cerambycidae.